# 3990 Heimdal
3990 Heimdal este un asteroid din centura principală, descoperit pe 25 septembrie 1987 de Poul Jensen.